# Behnisch Architekten

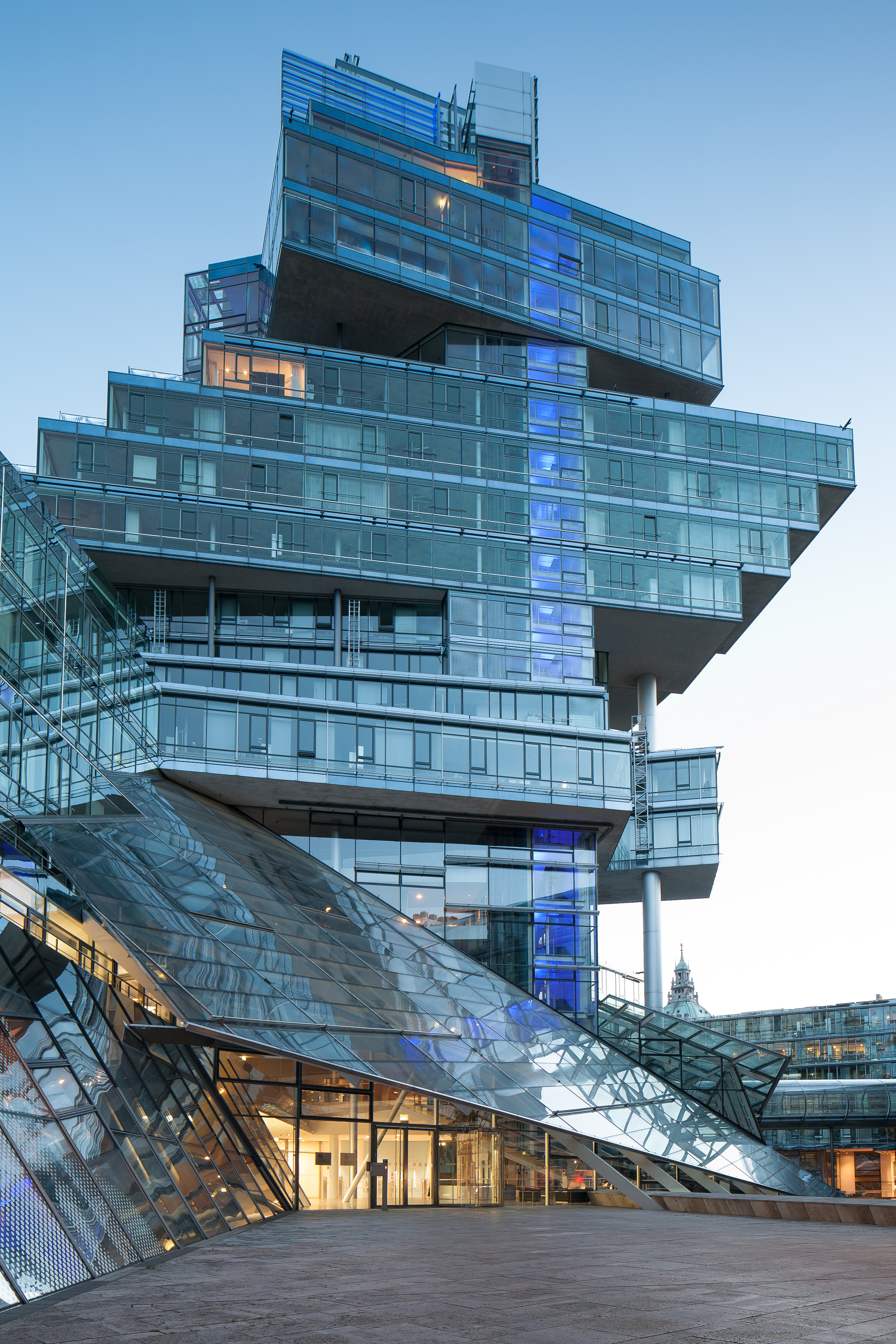
Verwaltungsgebäude der Nord/LB am Friedrichswall, Hannover, 2002

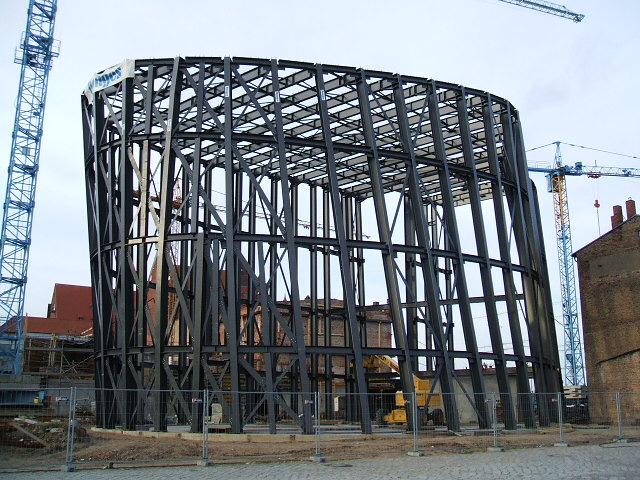
Baustelle des Ozeaneums in Stralsund

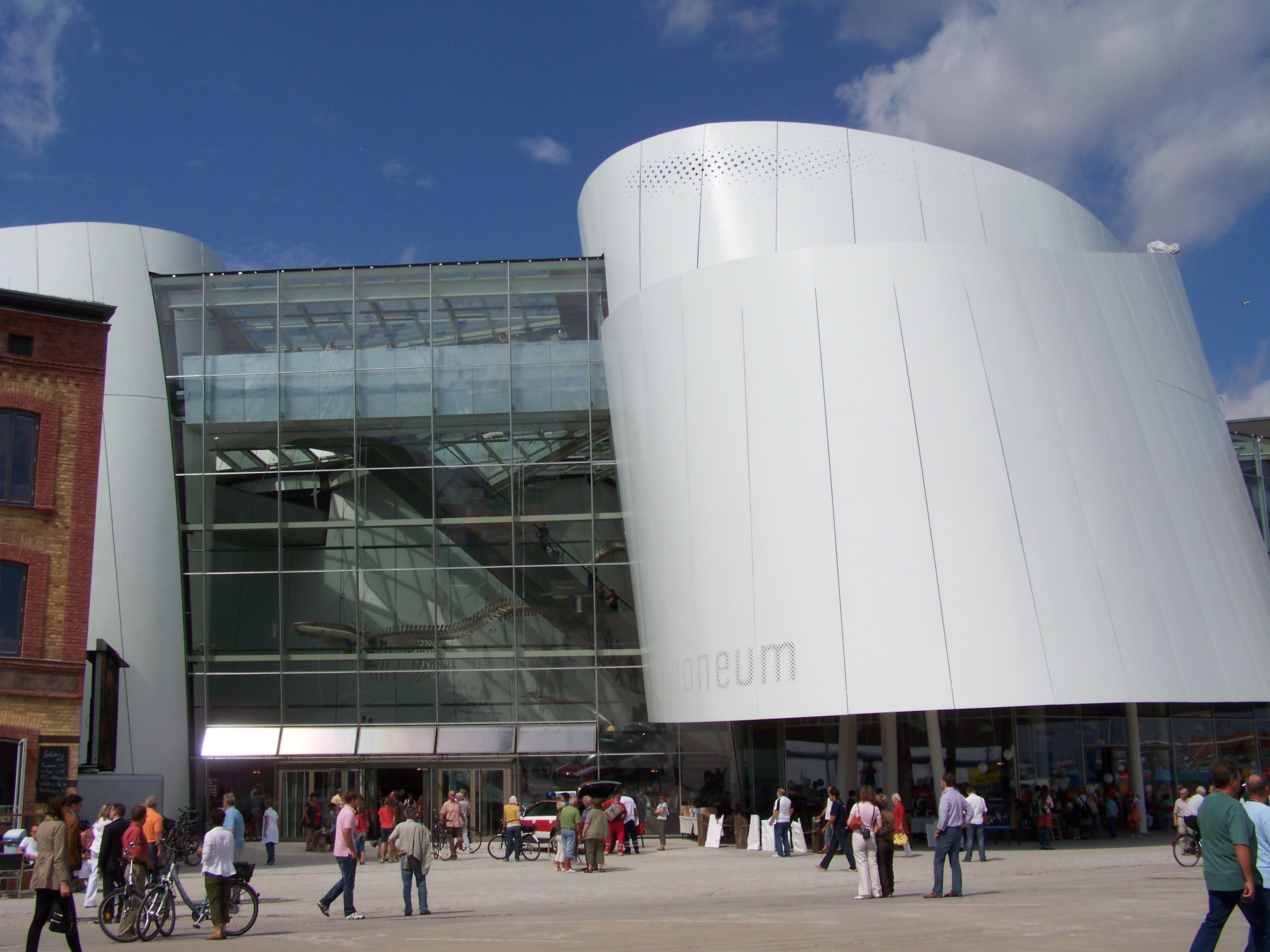
Ozeaneum in Stralsund, Eingang

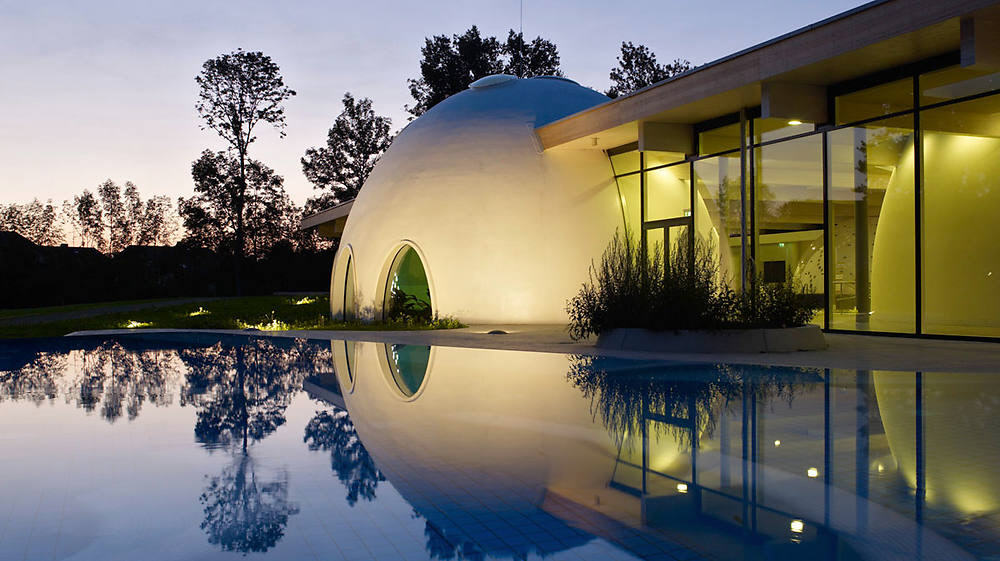
Die Therme in Bad Aibling eröffnete im September 2007

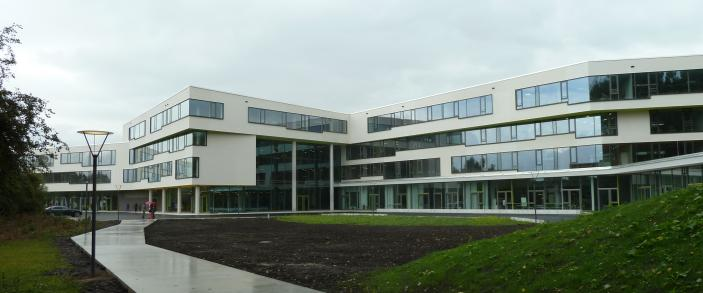
Das neue Gymnasium in Ergolding

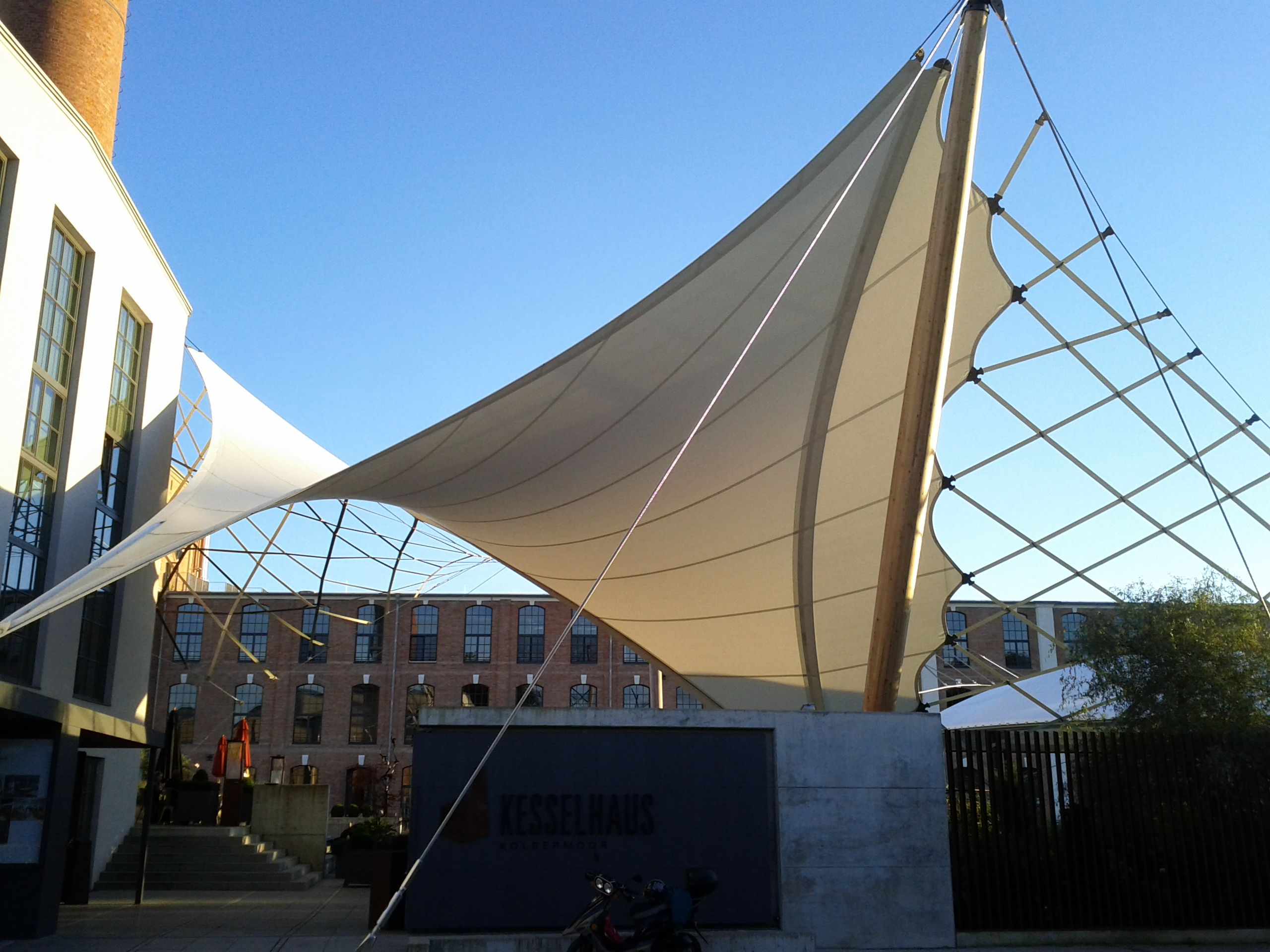
Das renovierte Kesselhaus in der ehemaligen Baumwollspinnerei Kolbermoor mit der neuen Zeltdach-Konstruktion

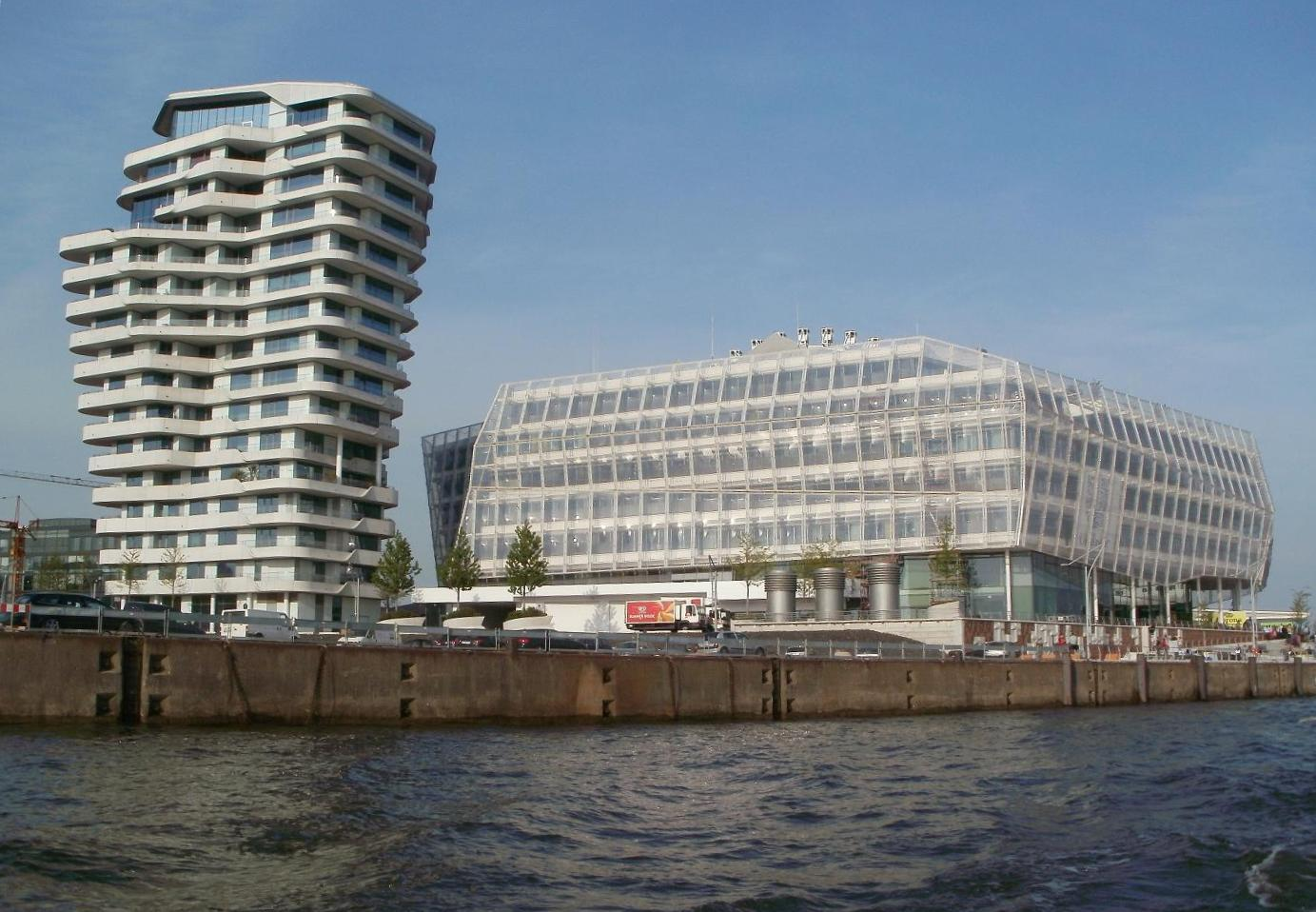
Marco-Polo-Tower und Unilever-Haus

Behnisch Architekten ist ein weltweit agierendes Architekturbüro mit einem breiten Leistungsspektrum. Das Architekturbüro Behnisch Architekten bearbeitet sowohl für öffentliche als auch für private Auftraggeber Projekte in allen Bereichen von Schulen und Universitäten über Wohnbauten, Verwaltungsgebäude, Museen und Konzerthallen bis zu Sportanlagen und Schwimmbädern.

## Geschichte
Das Stuttgarter Büro Behnisch Architekten wurde 1989 von Stefan Behnisch (* 1957) gegründet, ursprünglich als Zweigbüro von Behnisch & Partner, dem Büro von Günter Behnisch (1922–2010).
Zwei Jahre nach der Gründung wurde das Büro unabhängig und begann, Projekte nicht nur in Deutschland, sondern auch im Ausland zu realisieren. Von 1999 bis Ende 2011 bestand ein weiteres Büro in Los Angeles, Kalifornien. Derzeit ist das 2007 in Boston, Massachusetts, gegründete Büro für Projekte in Nordamerika zuständig. 2009 kam ein weiteres Büro in München hinzu.
Seit 2005 firmiert das Büro als Behnisch Architekten. Vorher verwendete Namen spiegelten die jeweiligen Partnerschaften wider, zum Beispiel Behnisch, Behnisch & Partner. Geleitet wird das Büro von Stefan Behnisch gemeinsam mit den jeweiligen Partnern vor Ort, Robert Matthew Noblett in Boston, Robert Hösle in München und Stefan Rappold sowie Jörg Usinger in Stuttgart. Zusammen beschäftigen die drei Büros gut neunzig Mitarbeiter.

## Werke (Auswahl)
Behnisch Architekten arbeiten in den vergangenen Jahren an einer Reihe von Projekten in Deutschland und im Ausland, darunter der Firmenzentrale von Unilever Deutschland, dem Wohnturm Marco Polo Tower in der Hamburger HafenCity, dem Meeresmuseum Ozeaneum Stralsund, dem Wohnbaukomplex BadenCarrée in Karlsruhe, dem National Center for Tumour Diseases in Heidelberg, Harvard’s Allston Campus in Boston, drei Forschungsgebäuden Digiteolabs im Großraum Paris, einer Konzerthalle in Ventspils, Lettland, dem INSPI Health Campus in Malmö, Schweden, und aktuell am Wohnturm Brooklyn Arts Tower in New York, der zusammen mit Studio MDA realisiert wird.

### Fertiggestellte Projekte
- 1996 Bayrische Vereinsbank, Stuttgart
- 1996 katholisches St. Benno-Gymnasium, Dresden
- 1997 Landesgirokasse am Bollwerk, Stuttgart
- 1997 Verwaltungsgebäude für die Deutsche Rentenversicherung Nord in Lübeck-Buntekuh
- 1998 Institut für Forst- und Naturwissenschaften, Wageningen
- 1999 Sport- und Freizeitbad Grünauer Welle, Leipzig
- 2001 Lothar-Günther-Buchheim-Museum (Museum der Phantasie), Bernried am Starnberger See
- 2002 Verwaltungsgebäude der Nord/LB am Friedrichswall, Hannover
- 2002 Behnisch-Haus, Krefeld[1]
- 2002 Technologiegebäude der Universität Ilmenau, Ilmenau
- 2003 Entory Home, Ettlingen
- 2004 Hauptverwaltung Genzyme Center, Cambridge, Massachusetts
- 2004 Pistorius-Schule, Herbrechtingen
- 2005 Terrence Donnelly Centre for Cellular and Biomolecular Research (mit architectsAlliance) Klinikum der University of Toronto, Kanada
- 2007 Therme Bad Aibling
- 2007 Haus im Haus, Handelskammer Hamburg
- 2007 Hilde-Domin-Schule, Herrenberg
- 2007 Werner-von-Linde-Halle, München
- 2007 Erweiterung des Römerbads in Bad Kleinkirchheim, Österreich
- 2008 Ozeaneum Stralsund, Stralsund
- 2008 Kovner Residence, Sebastopol (Kalifornien)
- 2009 Firmenzentrale Unilever Deutschland, Österreich, Schweiz, Hamburg
- 2010 Marco-Polo-Tower, Hamburg (MIPIM Award 2010)
- 2010 Nationales Zentrum für Tumorerkrankungen, Heidelberg
- 2010 Park Street Labor-Gebäude, Yale – New Haven Hospital (mit Svigals + Partners, LLP, New Haven), New Haven (Connecticut)
- 2010 Quest Forum 'An der Alten Spinnerei', Kolbermoor
- 2010 BadenCarré, Karlsruhe
- 2010 Modernisierung und Sanierung Hysolar (mit H III S, Harder Stumpfl Schramm), Stuttgart
- 2011 WIPO – World Intellectual Property Organisation, Genf, Schweiz
- 2011 Eisschnelllaufhalle Max Aicher Arena (mit Pohl Architekten), Inzell
- 2011 Lofthäuser, Kolbermoor
- 2011 Wohnanlage Hollerstauden, Ingolstadt
- 2011 Sanierung und Umgestaltung Königstrasse, Stuttgart
- 2011 ITEP, Institut für Technische Physik, Bau 410, KIT (Karlsruher Institut für Technologie), Eggenstein-Leopoldshafen
- 2012 Maximo Martinez Commens, University of California, Berkley, CA, USA
- 2012 Rathaus Kolbermoor mit Bücherei und Volkshochschule, Kolbermoor
- 2012 Kindertagesstätte auf der Schwetzinger Terrasse, Heidelberg
- 2012 Digiteolabs Saclay, Moulon und Palaiseau, Frankreich (mit BRS architects)
- 2012 Schlaues Haus, Oldenburg
- 2013 John and Frances Angelos Law Center (mit Ayers/Saint/Gross), University of Baltimore, Maryland, USA
- 2013 City of Santa Monica Public Parking Structure #6 (mit Studio Jantzen), Santa Monica, CA, USA
- 2013 Rathaus Bad Aibling
- 2013 Breuninger Hauptverwaltung, Stuttgart
- 2013 Gymnasium Ergolding (ARGE Behnisch Architekten | ALN)
- 2013 Wohnen am Rosengarten, Kolbermoor
- 2014 WTO Sicherheitsperimenter, World Trade Organization, Genf, Schweiz
- 2014 WIPO Konferenzsaal, World Intellectual Property Organization, Genf, Schweiz
- 2014 Sanierung Landratsamt Schwäbisch Gmünd
- 2014 Haus S, Stuttgart
- 2014 Sanierung Sporthalle Lorch (entworfen von Behnisch & Partner 1976)
- 2015 Erweiterung der Therme Bad Aibling
- 2015 Capitol Rosenheim
- 2015 Sanierung Glaspalast Sindelfingen (entworfen von Behnisch & Partner 1976)
- 2015 Parkdeck Kolbermoor
- 2017 ITEP Institut für Technische Physik, Bau 416, KIT (Karlsruher Institut für Technologie), Eggenstein-Leopoldshafen
- 2013–2018: Wohnanlage Spitalstadt, Eichstätt[2]
- 2019 adidas world of Sports ARENA, Herzogenaurach
- 2020 Waldorfschule Uhlandshöhe, Stuttgart (Neubau des Verwaltungsgebäudes)[3]

### Laufende Projekte (Auswahl)
- Harvard’s Allston Science and Engineering Complex, Harvard University, Allston, Massachusetts, USA
- Wohnen Langwasser, Nürnberg

- Stadtteilschule Lurup, Hamburg
- Weiterentwicklung Schulareal Bernhausen
- Paul-Winter-Realschule Neuburg an der Donau (ARGE Behnisch Architekten | ALN)
- Lycée franco-allemand, Buc, Frankreich
- Wohnen im Spinnereipark, Kolbermoor
- Ortsmitte und Neubau Rathaus Großkarolinenfeld
- Rathaus Gröbenzell
- Neubau des Sport- und Familienbades „Schwaketenbad“, Konstanz
- Ludwig-Weber-Schule, Frankfurt
- Sportbad Friedrichshafen
- Renovation Langsdale Library, University of Baltimore, Maryland, USA
- Artists For Humanity EpiCenter Expansion, Boston, Massachusetts, USA
- Dorotheen Quartier, Stuttgart
- AGORA – Laborgebäude für experimentelle Krebsforschung, Lausanne, Schweiz
- School of Business Renovation & Expansion, Portland State University, Portland, Oregon, USA
- UCU, Ukrainian Catholic University, Informations- und Bildungszentrum mit Bibliothek, Lviv, Ukraine

## Auszeichnungen (Auswahl)
- 2007: Global Award for Sustainable Architecture (erste Ausgabe)[4]
- 2020: Preis des Deutschen Stahlbaues für adidas World of Sports Arena, Herzogenaurach